# Inocêncio Mártires Coelho
Inocêncio Mártires Coelho (Belém, 14 de fevereiro de 1941) é um jurista e professor brasileiro. Foi procurador-geral da República de 1981 até 1985 e atualmente é advogado.
Lecionou na Universidade de Brasília (UnB), pela qual é doutor em direito, e foi um dos fundadores do Instituto Brasiliense de Direito Público (IDP).

## Biografia

### Primeiros anos e formação acadêmica
Inocêncio Mártires Coelho nasceu em Belém, capital do estado do Pará, em 14 de fevereiro de 1941, filho de Inocêncio Machado Coelho Neto e Celina Mártires Coelho.
Formou-se em direito pela Universidade Federal do Pará (UFPA) em 1965. Concluiu em 1969 o doutorado pela Universidade de Brasília (UnB), da qual se tornou professor titular em 1983.

### Atuação
Ingressou no Ministério Público Federal (MPF) em 1974, aprovado em primeiro lugar no 3º concurso para o cargo de procurador da República. Exerceu o cargo de procurador-geral da República, nomeado pelo presidente João Figueiredo, de 11 de junho de 1981 a 15 de março de 1985. Aposentou-se do MPF em 1992.
Fundou em 1998, em Brasília, o Instituto Brasiliense de Direito Público (IDP), junto ao futuro ministro do Supremo Tribunal Federal (STF), Gilmar Mendes, e ao então procurador-regional da República Paulo Gonet Branco, os quais foram seus alunos na UnB. Com eles, também, foi coautor do livro Curso de direito constitucional (primeira edição publicada em 2007 pela Editora Saraiva), obra vencedora do Prêmio Jabuti, terceiro lugar na categoria Direito.